# Coryphaenoides capito
Coryphaenoides capito är en fiskart som först beskrevs av Garman, 1899.  Coryphaenoides capito ingår i släktet Coryphaenoides och familjen skolästfiskar. Inga underarter finns listade i Catalogue of Life.